# Magda Mayas

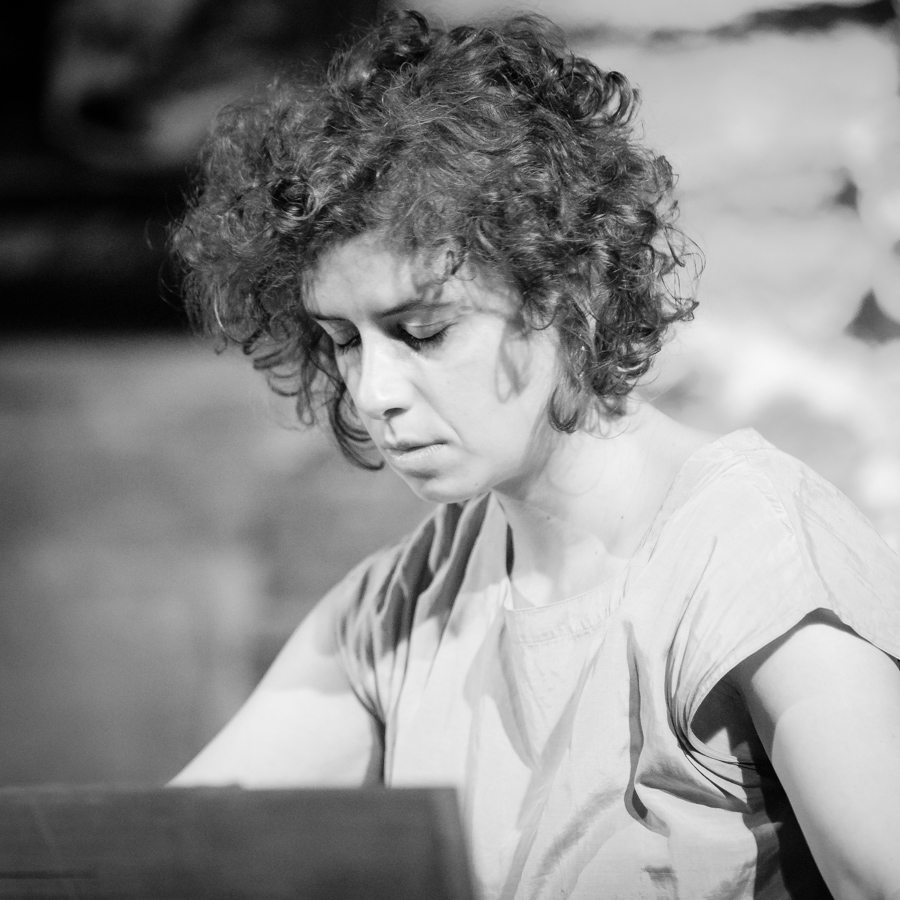
Magda Mayas (2018)

Magda Mayas (* 1979 in Münster) ist eine deutsche Improvisationsmusikerin (Piano) und Komponistin.

## Wirken
Mayas studierte zunächst von 1999 bis 2001 Jazzpiano an der Universität der Künste Berlin, gefolgt von einem Austauschjahr im Erasmus-Programm am Conservatorium van Amsterdam bei Misha Mengelberg. Sie vertiefte dann ihre Studien von 2002 bis 2004 an der Hochschule für Musik „Hanns Eisler“ Berlin bei Georg Gräwe. Seit 2015 promoviert sie an der Universität Göteborg in Musikperformance und Interpretation, wobei sie sich mit Instrumentaltechniken, Klangfarbe und Räumlichkeit in der improvisierten Musikdarbietung beschäftigt.
Mayas konzertierte in Europa, den USA, Australien, Mexiko und dem Libanon solo und in Zusammenarbeit mit einer Vielzahl von Musikern und Komponisten wie John Butcher, Andy Moor, Zeena Parkins, Joëlle Léandre, Paul Lovens, Ikue Mori, Phill Niblock, Peter Evans, Andrea Neumann, Burkhard Stangl, Christine Abdelnour und Axel Dörner. Dabei entwickelte sie eine Klangsprache, bei der sie sowohl den inneren als auch den äußeren Teil des Klaviers verwendete und mit Hilfe von Präparaten und Objekten veränderte. Neben dem Klavier spielt Mayas auf einem Clavinet und mit Metallglockenspielen. Sie trat bei Festivals und Ausstellungen wie Maerz Musik (2012, 2015, 2021), documenta (2012) oder der Berlin Biennale (2014) auf.
Mayas realisierte 2013 den Dokumentarfilm Inside Piano für die australische ABC, in dem sie die Geschichte des Klavierspiels mit erweiterten Techniken und deren aktueller Praxis, einschließlich der Erforschung historischer Tasteninstrumente darstellte; dazu führte sie auch Interviews mit John Tilbury, Anthony Pateras, Reinhold Friedl und Andrea Neumann. In einem weiteren Dokumentarfilm für ABC Australien, Real Time Music Berlin (2014), beschäftigte sie sich mit den Ansätzen und Stilen der improvisierten Musik; im Mittelpunkt stand die Berliner Szene der Echtzeitmusik. Weiter erarbeitete sie Radioessays wie Dream Machine Beirut oder Home is Where the Heart Is, die zum Teil auch im Deutschlandradio Kultur gesendet wurden.
Mayas kuratierte weiterhin seit 2005 experimentelle Musikveranstaltungen und Festivals in Berlin, etwa bis 2009 Tasten: Berliner Klaviertage oder 2013 mit Tony Buck das Festival Compass.

## Diskographische Hinweise
- Mayas • Nutters • Olsen • Galvez It's Dirty in the Different Tradition (FMR 2005)
- Annette Krebs | Anthea Caddy | Magda Mayas: Thread (Another Timbre 2012)
- Chris Abrahams & Magda Mayas Gardener (Relative Pitch Records 2013)
- George Lewis & Splitter Orchester: Creative Construction Set™ (Mikroton Recordings 2016)
- Magda Mayas, Pierre-Yves Martel & Éric Normand Boule-spiel (Tour de Bras 2017)
- Magda Mayas’ Filamental: Confluence (Relative Pitch, 2021)
- Das B: Love (2025)